# Парамоновская мельница
Парамоновская мельница — мукомольная мельница русского предпринимателя Е.Т. Парамонова в Ростове-на-Дону, находилась на углу Береговой улицы и Посоховского переулка (в настоящее время он носит название «7-го февраля»).

## История
Ростов-на-Дону, будучи столицей юга России, был крупнейшим транспортным узлом, в том числе речном, находясь на реке Дон. В этом регионе выращивалось много зерна, десятки предпринимателей-купцов занимались торговлей рожью и пшеницей, а также их обработкой. Дореволюционная донская набережная представляла собой череду амбаров, складов и зерновых мельниц, куда доставлялись и перерабатывались донские хлеба. Построило мельницу акционерное общество, состоящее из купца Ковалевского, прусского гражданского инженера Ротмана и коллежского секретаря Вейнберга в 1858-1860 году . Позднее ее купил купец Иван Андреевич Посохов . О вкладе Посохова в обеспечение Ростова и прилегающих хлебопекарен мукой свидетельствует тот факт, что Мельничный спуск был назван в 1888 году Посоховским.
В 1894 году эта мельница вместе с огромной территорией стала собственностью другого ростовского пшеничного купца — Елпидифора Трофимовича Парамонова . У нового хозяина мельница проработала всего два года, и была уничтожена в результате большого пожара в 1896 году  . В городе моментально взлетели цены на хлеб, о чём было рассказано в книге донского краеведа С. Д. Швецова «В старом Ростове», вышедшей в 1971 году.

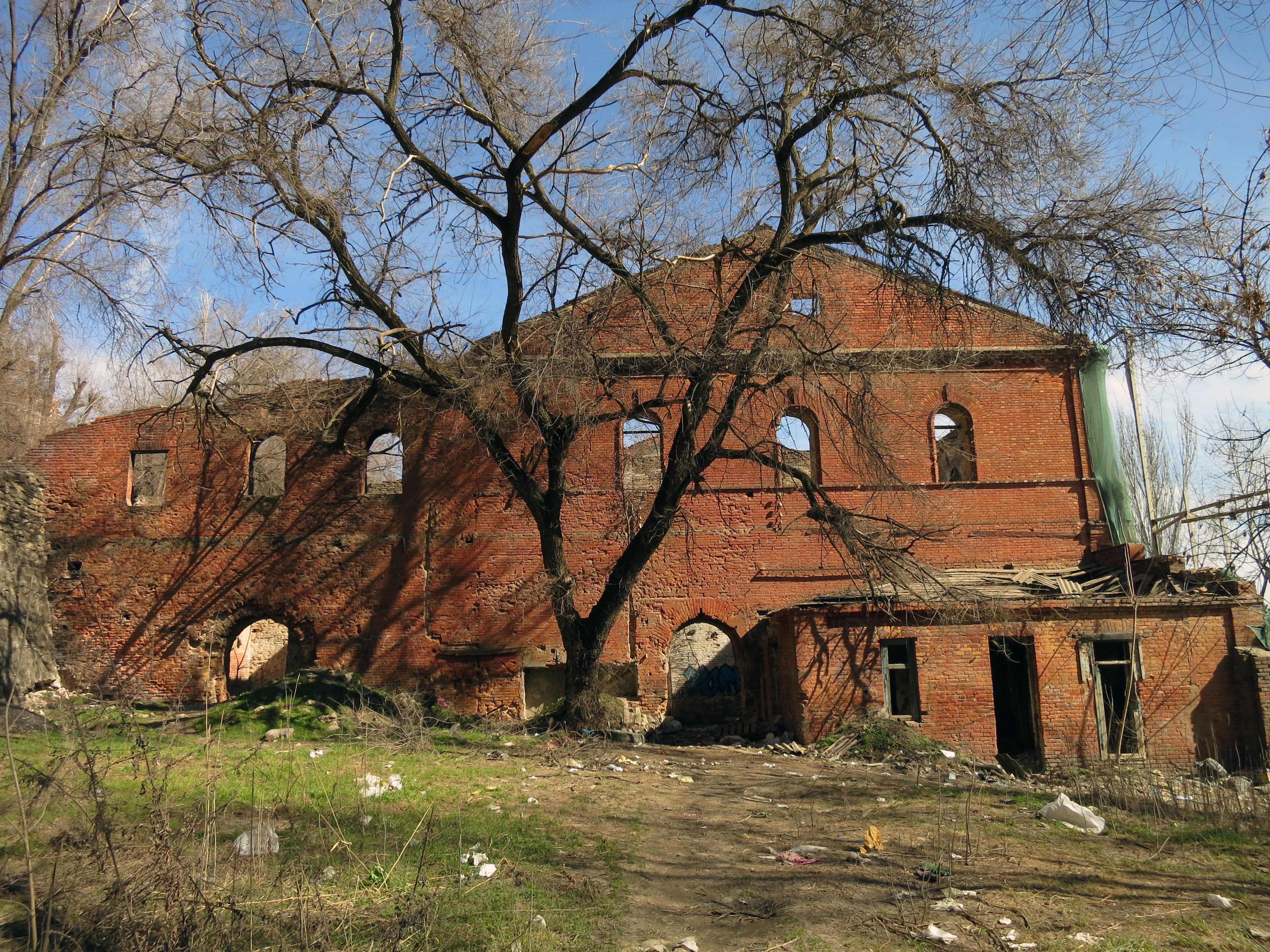
Руины Парамоновских складов

Однако Парамонов за два года отстроил сгоревший шестиэтажный корпус, куда завёз и установил новое оборудование . Восстановленная мельница стала самым крупным и передовым мукомольным предприятием в Российской Империи — она перерабатывала до 100 тонн зерна в сутки, её продукцию везли по всей России, а также в Италию, Германию, Грецию, Турцию, на Балканы. Для этого Парамонов покупал пароходы, чтобы без посредников доставлять грузы к своим заказчикам. Е. Т. Парамонова стали называть «хлебным королем России», а Ростов-на-Дону — «амбаром империи». Сердцем этой хлебной империи был шестиэтажный мельничный корпус на берегу Дона. Территорию, находившуюся недалеко от мельницы по улице Береговой, Парамонов застроил складами, поскольку рядом на Дону швартовались суда. Эти склады получили название Парамоновских.
После Октябрьской революции мельница была национализирована большевиками и получила новое название «Мельница № 1 Союзхлеба» (позже — «Государственная мельница № 1»). Парамоновская мельница исправно работала до 7 февраля 1930 года, когда случилась беда. Во время ночной смены мельницу сотряс мощный взрыв — взорвалась мучная пыль в производственных помещениях — в главном корпусе обрушились перекрытия, начался сильный пожар. Пожар тушили несколько суток. Привлекли даже ледокольный буксир «Фанагория», который, ломая лед, подошло к берегу и своими насосами стало качать воду на берег. Главный механик мельницы — Андрей Иванович Жадаев, рискуя жизнью, сумел потушить паровые котлы — если бы они взорвались, число жертв было бы ещё больше. За свой подвиг он был награждён орденом Ленина — первым из ростовчан. По мнению специалистов трагедия произошла из-за случайной искры или горящей папиросы, когда сдетонировала взвешенная в воздухе мучная пыль. В этом же году Мельничный спуск был переименован в улицу 7-го февраля.
28 рабочих мельницы похоронили на Братском кладбище, административных и инженерных работников похоронили в отдельных могилах на мусульманском, еврейском и новопоселенковском кладбищах.
В 1949 году дание отстроили заново, но это уже был Крупзавод №1, изготавливающий перловую крупу. 
Память об этой мельнице имеется на доме № 30 по улице Нижнебульварной, который в охранном перечне 2002 года (№ 121) значился как «Дом для служащих мельницы Парамонова. 1904 г.» .
Интересно, что в 2014 году на территории хутор Рябичев Волгодонского района был найден двигатель одной из мельниц купца Парамонова (скорее всего мельницы в станице Цимлянской, ныне — Хорошевской), который удалось реставрировать и привести в рабочее состояние.